# Amphilius lampei
Amphilius lampei е вид лъчеперка от семейство Amphiliidae.

## Разпространение и местообитание
Видът е разпространен в Етиопия.
Обитава сладководни басейни и реки.

## Описание
На дължина достигат до 10 cm.